# At Tahrir (huyện)
Huyện At Tahrir là một huyện thuộc tỉnh Amanat Al Asimah, Yemen. Đến thời điểm năm 2003, huyện này có dân số 66898 người